# Giləzi (Xızı)
Giləzi è un comune dell'Azerbaigian situato nel distretto di Xızı. Conta una popolazione di 3 530 abitanti.